# Сербохорватский язык
Сербохорва́тский язык — один из южнославянских языков. В Югославии рассматривался как литературный язык, после распада Югославии — плюрицентрический язык, имеющий свои национальные литературные нормы в странах бывшей Югославии, исключая Словению и Северную Македонию, идиомы которых в настоящее время не включают в сербохорватский  континуум.
Большая российская энциклопедия определяет сербохорватский язык как «язык сербов, хорватов, босняков и черногорцев».
В разных республиках этот язык Югославии назывался по-разному:
- в Сербии — сербско-хорватский язык;
- в Хорватии — хорватско-сербский язык;
- в Боснии и Герцеговине — боснийско-хорватско-сербский язык;
- в Черногории — боснийско-хорватско-черногорско-сербский язык.

## Исторические диалекты

Карта штокавского диалекта

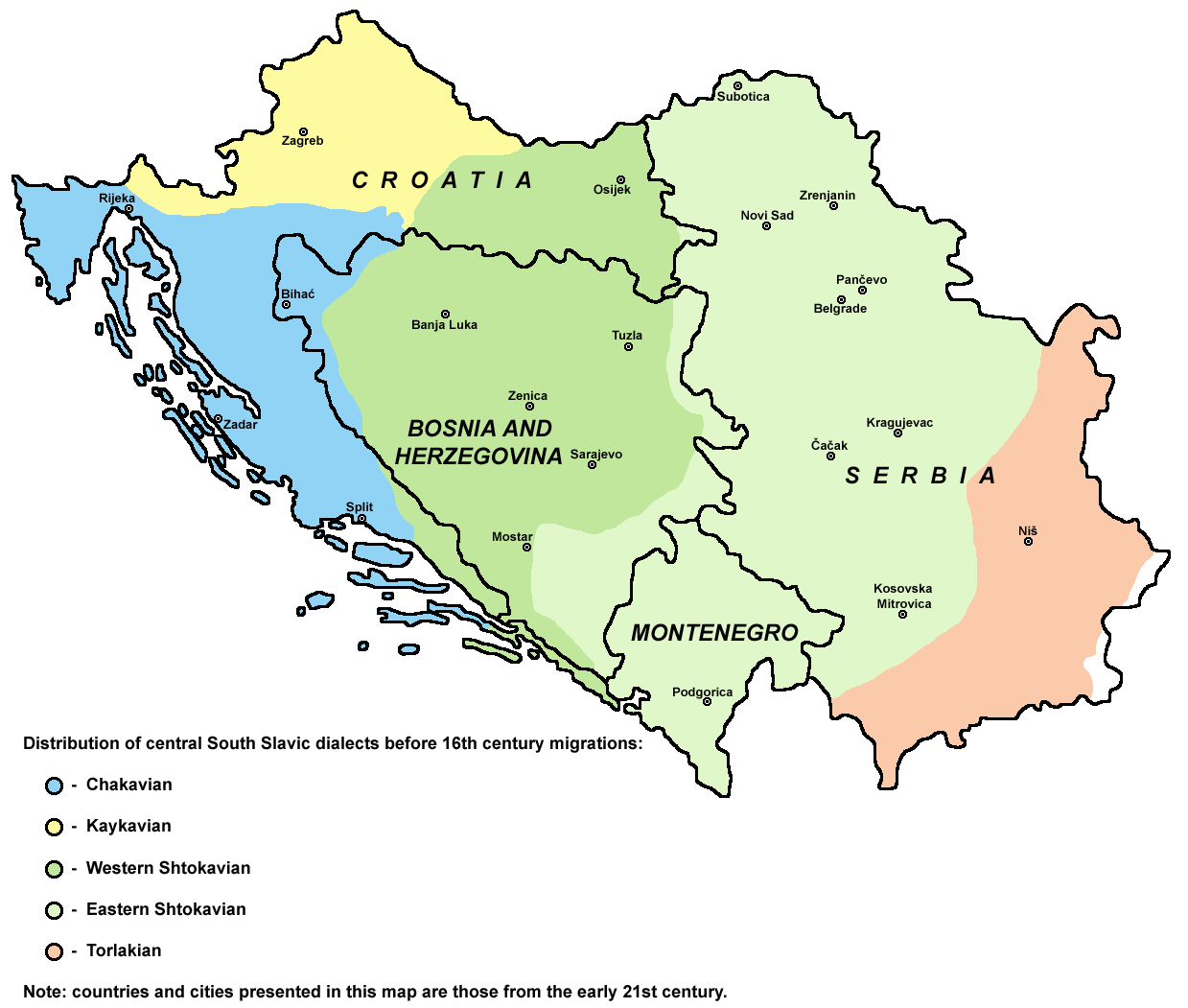
Историческое распространение диалектов до XVI века (начало крупномасштабных миграций)

Исторические наречия (три основные зоны: чакавская, штокавская и кайкавская, названы по тому, как в них звучит местоимение «что»: ча — ча, што — што и кај — кай) — имеют достаточно чёткие различия, хотя взаимопонятны.
Торлакский диалект на востоке Сербии, хотя он по этому признаку и входит в «штокавскую» зону, однако грамматически (упрощение именной парадигмы) и лексически сближается с болгарским и македонским языками, а также карашевский говор на территории Румынии.
Чакавский и кайкавский диалекты ныне считаются частью хорватского языка, так как представлены исключительно на территории Хорватии и на них говорят (и всегда говорили) исключительно или в основном католики. Значительно сократилась территория чакавского диалекта (он остался лишь вдоль Адриатического побережья) и в меньшей степени — кайкавского, который весьма близок к словенскому языку.
Штокавский диалект, в свою очередь, исторически делился на западную (Босния, восток Хорватии) и восточную (Сербия кроме восточной части и Черногория) зоны распространения. Миграции, усилившиеся на южнославянских землях начиная с XVI в., размыли исторические диалектные области и постепенно привели к созданию общего литературного языка на основе штокавского диалекта. Хотя единая литературная норма так и не сложилась, однако все современные официальные (литературные) нормы языков, ранее считавшихся вариантами сербохорватского (сербский, хорватский, боснийский, черногорский), основаны на штокавском диалекте.

## История

### Создание

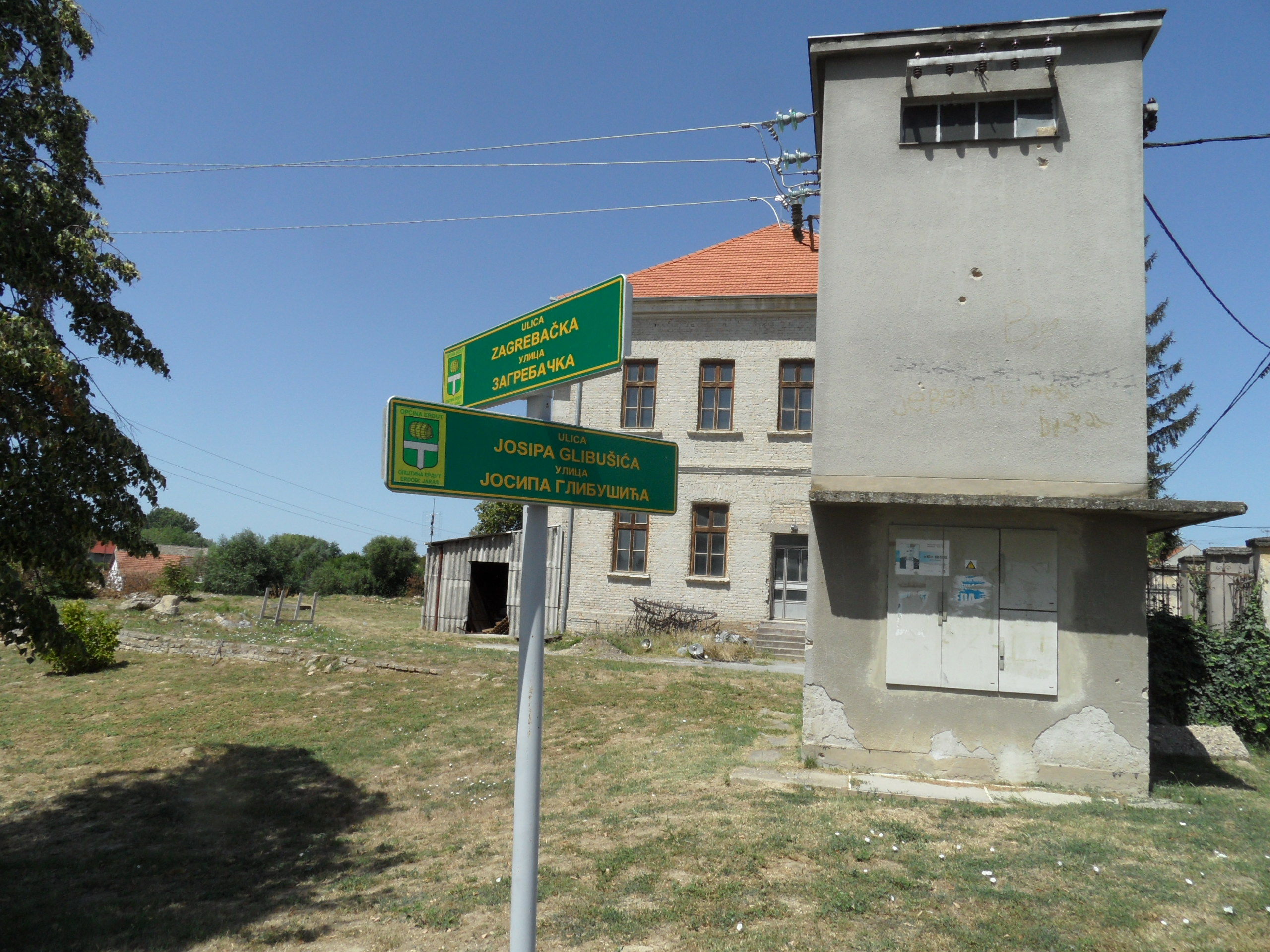
Двуязычные указатели в селе Даль в Хорватии

До середины XIX века литературные традиции на территории православных сербских земель, частично католической, частично православной Хорватии и частично католической, частично православной, а временами богомильской, а затем частично исламизированной Боснии развивались самостоятельно, на основе отдельных диалектов. Характерной чертой периода является сравнительная культурная гомогенность сербских православных традиций при полицентризме католических хорватских и отчасти боснийских областей, где всюду складывалась своя литература на основе всех трёх основных диалектных систем (Истрия, Далмация, Дубровник-Рагуза, Славония, Босния). Основы единого сербохорватского языка заложены в начале XIX века сербским просветителем, грамматистом, лексикографом и писателем Вуком Караджичем, а затем решение о создании единого литературного языка утверждено Венским литературным соглашением 1850 года между сербскими и хорватскими интеллектуалами. Во второй половине XIX в. произошла дополнительная кодификация сербохорватского языка на основе стандарта Караджича. Одновременно существовали, хотя и в более ограниченном масштабе, и другие литературные нормы на основе диалектов этой зоны (например, градищанско-хорватский язык в Австрии, кайкавский литературный язык).

### Обособление хорватской нормы
Режим усташей предпринимал попытки искусственно отделить хорватский литературный язык от сербского путём образования большого числа неологизмов (почти все неологизмы той поры в языке не прижились).
В 1954 году было заключено Новисадское соглашение, где признано существование хорватского и сербского вариантов сербохорватского языка.
16 марта 1967 года представители интеллигенции Хорватии (Мирослав Крлежа, Радослав Катичич, Томислав Ладан, Далибор Брозович) подписали Декларацию о названии и положении хорватского литературного языка, в которой требовали равноправия уже не трёх, а четырёх языков: словенского, хорватского, сербского и македонского, а также права использовать хорватский язык во всех органах власти в республике Хорватии. В то же самое время, «Матица хорватская» («Matica hrvatska»), главное учреждение хорватской культуры, отказалась закончить общий «большой сербскохорватский словарь», который писался в сотрудничестве с «Матицей сербской» («Матица српска»). Этой декларацией, несмотря на бурное сопротивление правительства в Белграде, была остановлена политика языкового объединения. События, начало которым положила эта декларация, получили в истории наименование «Хорватская весна».
До распада Югославии держался «статус кво»: в Хорватии использовался хорватский язык под названием «хорватский или сербский» (с 1974), в то время как в Сербии этот язык продолжал называться «сербскохорватский». Так продолжалось до прихода к власти Слободана Милошевича.

### Распад литературной нормы
После распада Югославии сформировались собственные языковые стандарты в бывших югославских республиках. Так было сделано в Сербии (где язык сейчас называется сербским) и Хорватии. В Боснии официальный статус имеют три языка: сербский, хорватский и боснийский (иногда называемый в русской литературе также «босанский»). В Черногории, которая в 2006 году также стала независимой, утверждают, что существует и черногорский язык (движение за создание этого языка началось в 1995 году; в соответствии с Конституцией независимой Черногории черногорский язык является государственным).
Например, в Хорватии были введены более строгие правила о «консервативных неологизмах» — то есть о создании слов из хорватских корней (слова со славянским основанием) вместо заимствований. В ряде случаев хорватские неологизмы, образованные из сербских корней, вытеснили исконно хорватские слова кайкавского и чакавского диалектов. В боснийском закрепляются тюркизмы, арабизмы и персизмы. Современный сербский стандарт ближе всего к языку, на котором писали в СФРЮ. Принятая после распада союза Сербии и Черногории конституция Сербии предусматривает официальной нормой правописания только кириллицу, но в быту и в отдельных печатных изданиях латиница используется чаще, чем во времена существования СФРЮ.
По мнению носителей языка, сербохорватский язык разделился на близкородственные языки-преемники. Однако иностранные лингвисты часто говорят о едином сербохорватском языке, а к новым национальным вариантам обращаются в случаях, когда различия между ними принципиальны или речь идёт о диалектах.
Между литературными нормами сербского, хорватского и боснийского языков разница намного меньше (все они основаны на штокавице), чем, например, между кайкавскими и чакавскими диалектами хорватского языка.

## Краткий перечень различий между сербским, хорватским, боснийским языками

### Алфавит
Для сербскохорватского языка используются две системы письма: сербская латиница или хорватская латиница (гаевица) и сербская кириллица (вуковица). В Боснии и Черногории кириллица и латиница официально равноправны, однако в обиходе в Черногории латиница преобладает в большинстве изданий (до 1990-х годов в Черногории использовалась исключительно кириллица). В Хорватии используется только латиница (до XIX века использовалась также глаголица). В Сербии официально кириллица является приоритетным алфавитом, но вне официального обихода латиница используется довольно часто, причем ряд сербских газет выходит только на латинице. В интернете преобладает латиница.
В Черногории введены особые дополнительные буквы ś и ź (в кириллице — С́ и З́), которые не используются в других странах бывшей Югославии.

### Бывший «ять»
В ряде диалектов этот звук превратился в «э» (на письме — e), в других — в мягкое «е» или «ие» (на письме — je или ije, в зависимости от долготы гласного и ударения; написание может различаться даже в однокоренных словах; например, хорв. vrijeme — «время», но suvremenik — «современник»). По этой причине существуют «экавские» или «иекавские» диалекты (а также «икавский», где «ять» превратился в «и»). В хорватском официально признаётся только «иекавская» норма, с вкраплениями целого ряда «экавских» (напр. greška — «ошибка») и немногочисленных «икавских» (напр. dio «часть», ismijavati «высмеивать») слов. В сербском «экавская» и «иекавская» нормы формально равноправны, хотя в Черногории и Боснии чаще используется «иекавская», в собственно Сербии — «экавская» норма. Примеры: хорв. vrijeme («время, погода») — серб. време, хорв. rječnik («словарь») — серб. речник. Таким образом, если текст написан латиницей и по «иекавской» норме, то с высокой вероятностью этот текст является хорватским или черногорским; если же хотя бы одно из этих условий не выполняется — сербским.

### Инфинитив
В сербском языке имеется устойчивая склонность к вытеснению инфинитива конструкцией «да + личная форма глагола», как в болгарском и македонском языках. Пример: хорв. Hoću jesti («Я хочу есть») — серб. Хоћу да једем (инфинитив: јести).

### Заимствования
В Хорватии правительство проводит политику пуризма, направленную на вытеснение заимствований неологизмами, образованными из славянских корней. Пример: хорв. sveučilište [свэучилиштэ] («университет») — серб. универзитет, хорв. nogomet [ногомэт] («футбол») — серб. фудбал, и т. д. Тем не менее практика показывает, что приживаются в основном те неологизмы, которые широко используются в канцелярском обиходе. В 1941—1945 гг. усташское правительство Павелича в рамках политики «мы не имеем ничего общего с сербами» также активно насаждало неологизмы (krilnik «генерал», slikopis «киноплёнка», munjovoz «трамвай» и др.), однако после войны они исчезли и в современном хорватском языке не возродились. Напротив, в сербском языке заимствования используются достаточно широко. Отличие сербского от хорватского также состоит в названиях месяцев: в сербском языке названия восходят к латыни (фебруар, март, април — как и в современном русском языке), в хорватском же используются славянские названия (veljača «февраль», ožujak «март», travanj «апрель» — как и в современных белорусском, украинском, польском, чешском, верхнелужицком языках, несмотря на несоответствие названий одного и того же месяца в каждом из языков).

### Лексика местного происхождения
Здесь различия наиболее заметные. Примеры: серб. позориште («театр») — хорв. kazalište, и др. К ним можно отнести и неологизмы современных писателей, которые прижились в сербском, но не прижились в хорватском, и наоборот. Иногда одно и то же слово имеет различные значения в сербском и хорватском: voz — серб. «поезд», хорв. «воз, телега». Тем не менее если сербы относительно терпимо относятся к употреблению диалектных слов (кроме современных хорватских неологизмов), а также к «иекавскому» произношению и написанию, то хорватское правительство, напротив, проводит кампанию по изгнанию «сербизмов» из языка.

### Аффиксы
Одни и те же словообразовательные аффиксы по-разному продуктивны в сербском и хорватском языках. Например, в хорватском для обозначения профессий и занятий широко используются суффиксы -nik и -telj, которые в сербском редки (вместо них предпочитают использовать такие, как -ац, -ач, -ица, -ар и др.). Существуют аффиксы, специфичные только для сербского или хорватского: например, сербскому са- могут соответствовать хорватские sa- или su-.

### Передача иностранных имён, фамилий и некоторых названий
В хорватском и боснийском используется их первоначальное написание (пример: pizza), тогда как в сербском (даже при использовании латиницы) — транскрипция (пример: пица/pica).

### Примеры различий в лексике
| Русский                          | Хорватский                                           | Сербский (кириллица)                               | Сербский (латиница)                                  |
| -------------------------------- | ---------------------------------------------------- | -------------------------------------------------- | ---------------------------------------------------- |
| «Сравнение»                      | Usporedba                                            | Поређење                                           | Poređenje                                            |
| «Европа»                         | Europa                                               | Европа                                             | Evropa                                               |
| «Нидерланды»                     | Nizozemska                                           | Холандија                                          | Holandija                                            |
| «Итальянцы»                      | Talijani                                             | Италијани                                          | Italijani                                            |
| «Вселенная»                      | Svemir                                               | Васиона, Свемир                                    | Vasiona, Svemir                                      |
| «Позвоночник»                    | Kralježnica                                          | Кичма                                              | Kičma                                                |
| «Воздух»                         | Zrak                                                 | Ваздух                                             | Vazduh                                               |
| «Образование»                    | Odgoj                                                | Васпитање                                          | Vaspitanje                                           |
| «Неделя»                         | Tjedan                                               | Седмица, Недеља                                    | Sedmica, Nedelja                                     |
| «История»                        | Povijest                                             | Историја, Повест                                   | Istorija, Povest                                     |
| «Штаны»                          | Hlače                                                | Панталоне                                          | Pantalone                                            |
| «Живот»                          | Trbuh                                                | Стомак, трбух                                      | Stomak, trbuh                                        |
| «Наука»                          | Znanost                                              | Наука                                              | Nauka                                                |
| «Лично»                          | Osobno                                               | Лично                                              | Lično                                                |
| «Лицо»                           | Osoba                                                | Лице, Особа                                        | Lice, Osoba                                          |
| «Организация Объединённых Наций» | Ujedinjeni Narodi илиOrganizacija Ujedinjenih Naroda | Уједињене Нације илиОрганизација Уједињених Нација | Ujedinjene Nacije илиOrganizacija Ujedinjenih Nacija |
| «Хлеб»                           | Kruh                                                 | Хлеб                                               | Hleb                                                 |
| «Искусственное»                  | Umjetno                                              | Вештачко                                           | Veštačko                                             |
| «Крест»                          | Križ                                                 | Крст                                               | Krst                                                 |
| «Шея»                            | Šija                                                 | Врат                                               | Vrat                                                 |
| «Зеркало»                        | Zrcalo                                               | Огледало                                           | Ogledalo                                             |
| «Тысяча»                         | Tisuća                                               | Хиљада                                             | Hiljada                                              |

## Фонетика и транслитерация
В сербском языке имеется склонность к превращению «х» или «й» в позиции между гласными в «в». Примеры: хорв. kuhati — серб. кувати или кухати (оба варианта равноправны), хорв. uho — серб. ухо или уво, хорв. vjerojatno — серб. вероватно, и др. Она, однако, непостоянна и далеко не так сильна, как в соседнем македонском языке, где она привела к почти полному исчезновению «х» между гласными или на конце слов. Кроме того, в ряде случаев беглый звук l, который в сербском языке переходит в о при отсутствии после него гласного, в хорватском сохраняется во всех формах: серб. као — хорв. kal, серб. престоница — хорв. prijestolnica.

### Гласные
Гласные сербохорватского языка различаются по долготе, но это не отображается при письме. 
|                | Передний ряд | Передний ряд | Средний ряд | Средний ряд | Задний ряд | Задний ряд |
| краткий        | долгий       | краткий      | долгий      | краткий     | долгий     |            |
| -------------- | ------------ | ------------ | ----------- | ----------- | ---------- | ---------- |
| Верхний подъём | i            | iː           |             |             | u          | uː         |
| Средний подъём | e            | eː           |             |             | o          | oː         |
| Нижний подъём  |              |              | a           | aː          |            |            |

### Согласные
|               |             | Губные | Зубные/переднеязычные | Ретрофлексные | (Альвело-) палатальные | Заднеязычные |
| ------------- | ----------- | ------ | --------------------- | ------------- | ---------------------- | ------------ |
| Носовые       | Носовые     | m      | n                     |               | ɲ                      |              |
| Взрывные      | глухие      | p      | t                     |               |                        | k            |
| Взрывные      | звонкие     | b      | d                     |               |                        | ɡ            |
| Аффрикаты     | глухие      |        | t͡s                    | t͡ʂ            | t͡ɕ                     |              |
| Аффрикаты     | звонкие     |        |                       | d͡ʐ            | d͡ʑ                     |              |
| Щелевые       | глухие      | f      | s                     | ʂ             |                        | x            |
| Щелевые       | звонкие     | v      | z                     | ʐ             |                        |              |
| Аппроксиманты | центральные | v      |                       |               | j                      |              |
| Аппроксиманты | боковые     |        | l                     |               | ʎ                      |              |
| Дрожащие      | Дрожащие    |        | r                     |               |                        |              |

## Примеры переводов
| Русский язык | Хорватский язык                                                                                          | Боснийский язык                                                                                              | Сербский язык (латиница)                                                                                        | Сербский язык (кириллица)                                                                                      |
| --- | --- | --- | --- | --- |
| «Что касается выхлопных газов и загрязнения воздуха в Иерусалиме, было бы необходимо принять меры по обеспечению безопасности!» | U pogledu ispušnih plinova i zagađivanja zraka u Jeruzalemu, bilo bi potrebno poduzeti mjere sigurnosti! | U pogledu izduvnih gasova i zagađivanja vazduha u Jerusalimu, bilo bi potrebno preduzeti mjere bezbjednosti! | U pogledu izduvnih gasova i zagađivanja vazduha u Jerusalimu, bilo bi potrebno da se preduzmu mere bezbednosti! | У погледу издувних гасова и загађивања ваздуха у Jерусалиму, било би потребно да се предузму мере безбедности! |

## Области распространения
- Сербский язык является официальным языком Сербии, Черногории и Республики Сербской в Боснии.
- Хорватский язык — в Хорватии и в Мусульмано-хорватской федерации Боснии и Герцеговины.

Все жители бывшей Югославии (кроме словенцев и македонцев) способны понять друг друга без словаря, если не будут использовать местную лексику. Использование местной лексики может вызвать непонимание даже внутри одной страны, так как местные диалекты языка порой имеют большую разницу между собой, чем с другими языками.

## Комментарии

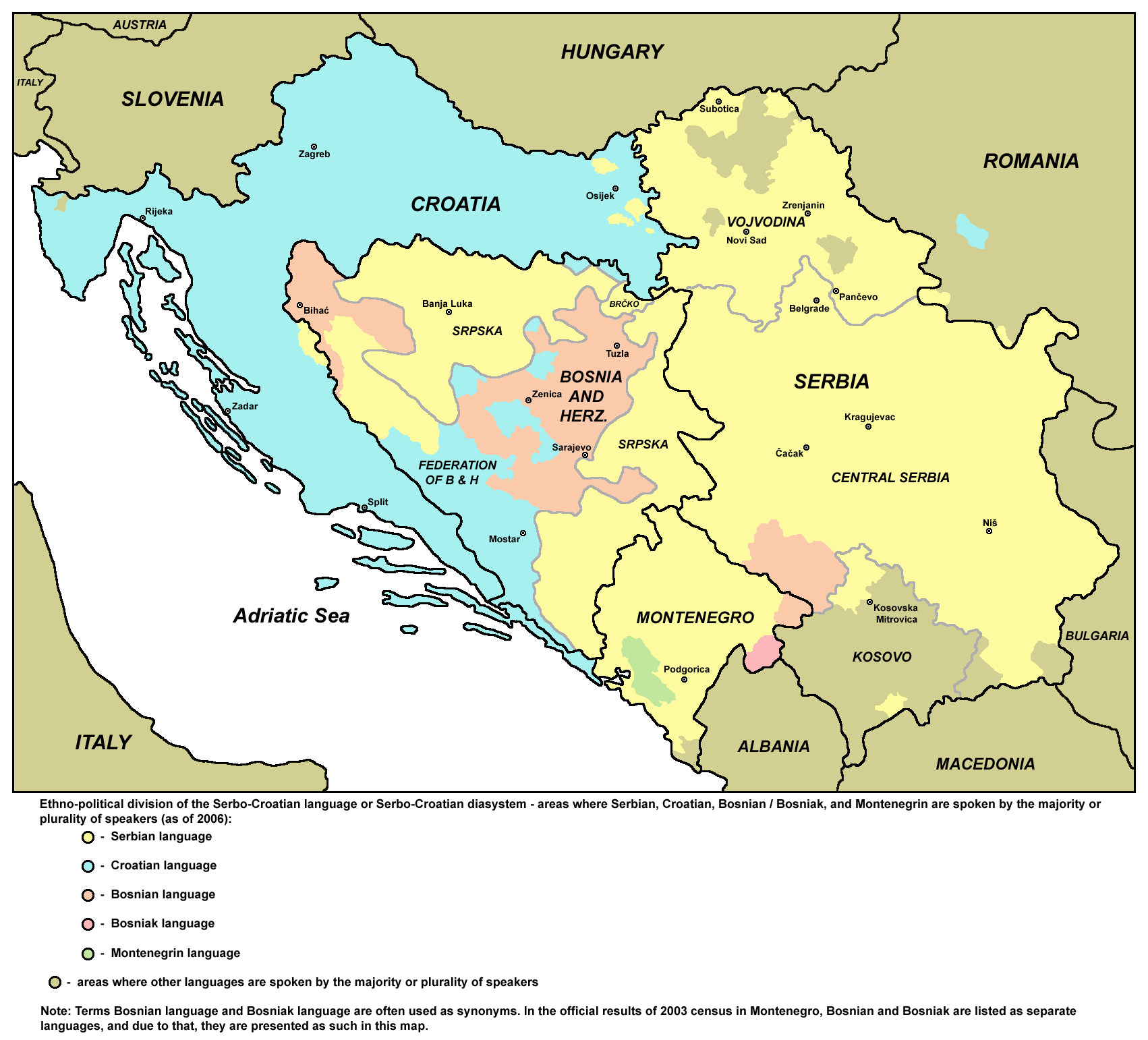
официальный язык: сербский язык, хорватский язык, боснийский язык и черногорский язык (2006)

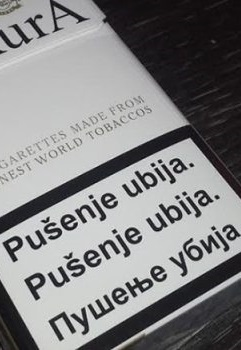
Предупреждение «Курение убивает» на пачке сигарет, произведённой в Боснии и Герцеговине, на боснийском/хорватском/сербском языках латиницей и кириллицей

1. ↑  Также сербо-хорватский, сербскохорватский / сербско-хорватский, хорватскосербский / хорватско-сербский, хорватосербский / хорвато-сербский, иногда югославский; сербохорв. srpskohrvatski/српскохрватски, hrvatskosrpski/хрватскосрпски, bosansko-hrvatsko-srpski jezik/босанско-хрватско-српски језик